# Квічаль темнощокий
Квіча́ль темнощокий (Geokichla crossleyi) — вид горобцеподібних птахів родини дроздових (Turdidae). Мешкає в Центральній Африці.

## Підвиди
Виділяють два підвиди:
- G. c. crossleyi (Sharpe, 1871) — Камерун (плато Мамбілла[en] і Обуду[en], гори Готель), Нігерія (від гори Камерун і гір Румпі[en] до гори Чабал-Мбабо на плато Амадауа), південний захід Республіки Конго;
- G. c. pilettei Schouteden, 1918 — долина річки Семлікі і гори Ітомбве на сході ДР Конго.

## Поширення і екологія
Темнощокі квічалі мешкають в Камеруні, Нігерії, Республіці Конго, Демократичній Республіці Конго. Вони живуть у вологих гірських тропічних лісах. В Камеруні зустрічаються на висоті від 1000 до 2300 м над рівнем моря, в Республіці Конго на висоті від 500 до 600 м над рівнем моря, в ДР Конго на висоті від 960 до 1850 м над рівнем моря. Живляться переважно комахами, а також насінням, шукають їжу на землі. Гніздяться під час сезону дощів.